# José Luis Sixtos
José Luis Sixtos Lozano (Ciudad de México, 8 de marzo de 1971) es un exfutbolista mexicano que jugaba como defensa. 

## Trayectoria
Debutó con Cruz Azul en la temporada 1991-92 y permaneció en la institución durante varios años. En 1997 logró obtener el título de Invierno. En verano del año 2000 fue vendido al Club Puebla, aunque estuvo cedido por 6 meses con el Club León, y regresó con el conjunto poblano a inicios de 2001.
Le detectaron cáncer y se retiró de las canchas para luchar con la enfermedad. Una vez la superó, regresó a los entrenamientos, y se marchó cedido con los Chapulineros de Oaxaca. Tuvo un breve paso con los Azucareros de Córdoba antes de anunciar su retiro en julio de 2004.
Ejerció tras su retiro como profesor de fútbol en el plantel secundaria del Instituto Tomás Alva Edison.

## Clubes
| Club                   | País   | Año       | Partidos | Goles |
| ---------------------- | ------ | --------- | -------- | ----- |
| Cruz Azul              | México | 1991-1999 | 183      | 7     |
| Club Puebla            | México | 2000-2003 | 31       | 0     |
| Club León              | México | 2000      | 14       | 0     |
| Chapulineros de Oaxaca | México | 2003      | 11       | 1     |
| Azucareros de Córdoba  | México | 2004      | 6        | 0     |

## Palmarés

### Campeonatos nacionales
| Título           | Equipo    | País   | Año  |
| ---------------- | --------- | ------ | ---- |
| Copa México      | Cruz Azul | México | 1997 |
| Primera División | Cruz Azul | México | 1997 |

### Campeonatos internacionales
| Título            | Equipo    | Sede             | Año  |
| ----------------- | --------- | ---------------- | ---- |
| Copa de Campeones | Cruz Azul | Guatemala        | 1996 |
| Copa de Campeones | Cruz Azul | Washington D. C. | 1997 |